# 高橋亮子
高橋 亮子（たかはし りょうこ、1952年8月17日 - ）は、日本の漫画家。新潟県西蒲原郡（現新潟市および燕市）出身。女性。
1973年、『週刊少女コミック』13号（3月25日号）掲載の「おにいちゃん」でデビュー。以後、同誌や『LaLa』（白泉社）などに作品を掲載。代表作は『つらいぜ!ボクちゃん』『しっかり!長男』など。

## 作品リスト

### 漫画作品
★は連載作品。
- おにいちゃん（『週刊少女コミック』1973年13号） - デビュー作、『がんばれ!転校生(2)』に収録。
- 史郎の恋（『別冊少女コミック』1973年4月号） - 『つらいぜ!ボクちゃん(2)』,（ダイソー版）『つらいぜ!ボクちゃん(3)』に収録。
- 青春の朝（『週刊少女コミック』1973年20号）
- あじさいの少女（『別冊少女コミック』1973年6月号） - 『つらいぜ!ボクちゃん(3)』,（ワイド版）『つらいぜ!ボクちゃん(3)』,（ダイソー版）『つらいぜ!ボクちゃん(4)』に収録。
- 小さな初恋（『週刊少女コミック』1973年31号）
- おにいちゃんのお嫁さん（『週刊少女コミック』1973年36号） - 『がんばれ!転校生(2)』に収録。
- 恋してるのかな…（『別冊少女コミック』1973年9月号） - 『がんばれ!転校生(1)』に収録。
- 花のささやき（『週刊少女コミック』1973年38号） - 『しっかり!長男(4)』に収録。
- 秋風の恋（『週刊少女コミック』1973年40号） - 『しっかり!長男(5)』に収録。
- やさしい秋（『別冊少女コミック増刊”ちゃお”』1973年11月号）
- 大好き！りんご（『別冊少女コミック』1973年11月号） - 『つらいぜ!ボクちゃん(6)』,（ダイソー版）『つらいぜ!ボクちゃん(2)』に収録。
- 雪の日の贈り物（『週刊少女コミック』1973年51号） - 『がんばれ!転校生(1)』に収録。
- 北風吹いても（『週刊少女コミック』1974年4・5合併号） - 『がんばれ!転校生(1)』に収録。
- ★ がんばれ!転校生（『週刊少女コミック』1974年11号 - 15号） - 『がんばれ!転校生』に収録。
- ★ 行け行け!光作（『週刊少女コミック』1974年21号 - 29号） - 『がんばれ!転校生(2)』に収録。
- 笑ってよジュディー（『別冊少女コミック増刊”ちゃお”』1974年8月号） - 『つらいぜ!ボクちゃん(6)』に収録。
- ★ つらいぜ!ボクちゃん（『週刊少女コミック』1974年36号 - 1975年11号,17号 - 42号） - 『つらいぜ!ボクちゃん』に収録。
- ★ しっかり!長男（『週刊少女コミック』1975年47・48合併号 - 1977年11号） - 『しっかり!長男』に収録。
- ㊙りょう子の私生活（『週刊少女コミック増刊”ちゃお”』1975年12月10日号） - 『つらいぜ!ボクちゃん(5)』に収録。
- ちっちゃな恋人くん（『別冊少女コミック増刊』1977年5月号） - 『しっかり!長男(6)』に収録。
- ★ 坂道のぼれ!（『週刊少女コミック』1977年18号 - 28号,31号 - 39号,43・44合併号 - 1978年1号,4・5合併号 - 14・15合併号） - 『坂道のぼれ!』に収録。
- もうひとつの雨やどり（『週刊少女コミック』1977年48号） - 『しっかり!長男(6)』に収録。
- 夏の空色（『週刊少女コミック』1978年36号） - 『夏の空色』,『高橋亮子 自選傑作集』に収録。
- 道子（『LaLa』1978年10月号） - 『道子』に収録。
- 道子II（『LaLa』1979年1月号） - 『道子』に収録。
- ★ 水平線をめざせ!（『週刊少女コミック』1979年1号 - 8号,11号,12号,1980年2号,8号,10号,12号,14号,1981年3号,14号） - 『水平線をめざせ!』に収録。
- 空へ行く風（『週刊少女コミック』1979年17号） - 『夏の空色』,『高橋亮子 自選傑作集』に収録。
- 道子III（『LaLa』1979年12月号,1980年1月号） - 『道子』に収録。
- 風が変わる日（『週刊少女コミック』1980年18号） - 『水平線をめざせ!(4)』に収録。
- ★ 迷子の領分（『週刊少女コミック』1981年9号,10号,18号 - 21号,1982年2号,3号,8号,9号,18号,19号,24号,1983年5号） - 『迷子の領分』に収録。
- ★ 風いろ日記（『ちゃお』1983年4月号 - 1984年3月号,『ちゃおマイラブ』1984年秋の号） - 『風いろ日記』に収録。
- みょうちくりん（『別冊LaLa』1984年5号）
- 6月の神話（『LaLa』1984年6月号） - 『マイ・ダイヤモンド ロマンチックLOVE編』に収録。
- 冬の庭（『LaLa』1985年1月号）
- ラブ・レター（『プチコミック』1985年3月号） - 『ラブ・レター』,『高橋亮子 自選傑作集』に収録。
- サマーナイト（『プチコミック』1985年7月号） - 『ラブ・レター』,『高橋亮子 自選傑作集』に収録。
- 夢色オルゴール（『デラックス別冊少女コミック』1988年7月号） - 『ラブ・レター』に収録。
- ある夏の日の出来事（『デラックス別冊少女コミック』1988年9月号） - 『ラブ・レター』,（ダイソー版）『つらいぜ!ボクちゃん(5)』に収録。
- プランタン・マジック－春の魔法－（『プチコミック』1989年3月号）
- ガラス色の季節（『デラックス別冊少女コミック』1989年4月号）
- 12年目のラブストーリー（『フォアミセス』1997年1月号）
- 中途半端な季節（『フォアミセス』1997年5月号）
- 空の妖精（『Eleganceイブ スペシャル』1997年No.4）
- 男心と秋の空（『フォアミセス』1997年9月号）
- 冬の陽だまり（『フォアミセス』1998年1月号）
- 五月晴れ（『フォアミセス』1998年5月号）
- 冬子の夏休み（『フォアミセス』1998年8月号）
- 畑野家の人々（『フォアミセス』1998年11月号）
- 春の嵐（『フォアミセス』1999年3月号）
- 朝風の中で…（『フォアミセス』1999年6月号）
- ママの初恋（『フォアミセス』1999年10月号）
- ガラスの靴をさがして（『フォアミセス』2000年1月号）
- おばあちゃんのプリン（『フォアミセス』2000年4月号）
- われなべにとじぶた（『フォアミセス』2000年11月号）

### イラストポエム・イラストストーリー
- こんにちはたんぽぽさん（『リリカ』5号 1976年3月）
- そよ風の恋（『リリカ』7号 1977年5月）
- 夏色の思い出（『リリカ』11号 1977年9月）
- のりちゃんに…（『リリカ』16号 1978年2月 別冊ふろく「花のメリーゴーラウンド」）
- あじさい（『リリカ』20号 1978年6月）

### 書籍

#### 漫画単行本
- 『つらいぜ!ボクちゃん』、小学館 〈フラワーコミックス〉、全6巻、新書判
  1. 1975年6月1日初版第1刷発行、ISBN 4-09-130061-8
  2. 1975年9月1日初版第1刷発行、ISBN 4-09-130062-6
  3. 1975年12月1日初版第1刷発行、ISBN 4-09-130063-4
  4. 1976年4月5日初版第1刷発行、ISBN 4-09-130064-2
  5. 1976年6月5日初版第1刷発行、ISBN 4-09-130065-0
  6. 1976年8月5日初版第1刷発行、ISBN 4-09-130066-9
- （ワイド版）『つらいぜ!ボクちゃん』、小学館 〈フラワーコミックスワイド版〉、全3巻、B6判
  1. 1990年6月20日初版第1刷発行、ISBN 4-09-133831-3
  2. 1990年7月20日初版第1刷発行、ISBN 4-09-133832-1
  3. 1990年8月20日初版第1刷発行、ISBN 4-09-133833-X
- （文庫版）『つらいぜ!ボクちゃん』、双葉社 〈双葉文庫名作シリーズ〉、全3巻、文庫判
  1. 1998年4月15日第1刷発行、ISBN 4-575-72095-X
  2. 1998年4月15日第1刷発行、ISBN 4-575-72096-8
  3. 1998年4月15日第1刷発行、ISBN 4-575-72097-6
- （ダイソー版）『つらいぜ!ボクちゃん』、大創産業 〈ダイソーコミックシリーズ〉、全6巻、B6判
  1. （2002年発売）、JAN 4984343212855
  2. （2002年発売）、JAN 4984343212862
  3. （2002年発売）、JAN 4984343212879
  4. （2002年発売）、JAN 4984343212886
  5. （2002年発売）、JAN 4984343212893
  6. （2002年発売）、JAN 4984343212909
- （オンデマンド版）『つらいぜ!ボクちゃん』、小学館 〈COMIC On・DEMANDS〉、全6巻、B6判
  1. （2008年1月発売）、ISBN 978-4-09-005433-4
  2. （2008年1月発売）、ISBN 978-4-09-005434-1
  3. （2008年1月発売）、ISBN 978-4-09-005435-8
  4. （2008年1月発売）、ISBN 978-4-09-005436-5
  5. （2008年1月発売）、ISBN 978-4-09-005437-2
  6. （2008年1月発売）、ISBN 978-4-09-005438-9
- 『がんばれ!転校生』、小学館 〈フラワーコミックス〉、全2巻、新書判
  1. 1977年1月5日初版第1刷発行、ISBN 4-09-130161-4
  2. 1977年4月20日初版第1刷発行、ISBN 4-09-130162-2
- （文庫版）『がんばれ!転校生』、双葉社 〈双葉文庫名作シリーズ〉 1999年11月25日第1刷発行、ISBN 4-575-72202-2、文庫判
- （オンデマンド版）『がんばれ!転校生』、小学館 〈COMIC On・DEMANDS〉、全2巻、B6判
  1. （2008年1月発売）、ISBN 978-4-09-005439-6
  2. （2008年1月発売）、ISBN 978-4-09-005440-2
- 『しっかり!長男』、小学館 〈フラワーコミックス〉、全6巻、新書判
  1. 1977年7月20日初版第1刷発行、ISBN 4-09-130251-3
  2. 1977年9月20日初版第1刷発行、ISBN 4-09-130252-1
  3. 1977年11月20日初版第1刷発行、ISBN 4-09-130253-X
  4. 1978年1月20日初版第1刷発行、ISBN 4-09-130254-8
  5. 1978年3月20日初版第1刷発行、ISBN 4-09-130255-6
  6. 1978年5月20日初版第1刷発行、ISBN 4-09-130256-4
- （文庫版）『しっかり!長男』、双葉社 〈双葉文庫名作シリーズ〉、全3巻、文庫判
  1. 1999年3月25日第1刷発行、ISBN 4-575-72160-3
  2. 1999年3月25日第1刷発行、ISBN 4-575-72161-1
  3. 1999年3月25日第1刷発行、ISBN 4-575-72162-X
- （オンデマンド版）『しっかり!長男』、小学館 〈COMIC On・DEMANDS〉、全6巻、B6判
  1. （2008年1月発売）、ISBN 978-4-09-005441-9
  2. （2008年1月発売）、ISBN 978-4-09-005442-6
  3. （2008年1月発売）、ISBN 978-4-09-005443-3
  4. （2008年1月発売）、ISBN 978-4-09-005444-0
  5. （2008年1月発売）、ISBN 978-4-09-005445-7
  6. （2008年1月発売）、ISBN 978-4-09-005446-4
- 『坂道のぼれ!』、小学館 〈フラワーコミックス〉、全4巻、新書判
  1. 1978年11月20日初版第1刷発行、ISBN 4-09-130421-4
  2. 1979年1月20日初版第1刷発行、ISBN 4-09-130422-2
  3. 1979年2月20日初版第1刷発行、ISBN 4-09-130423-0
  4. 1979年5月20日初版第1刷発行、ISBN 4-09-130424-9
- （ワイド版）『坂道のぼれ!』、小学館 〈フラワーコミックスワイド版〉、全2巻、B6判
  1. 1990年9月20日初版第1刷発行、ISBN 4-09-133861-5
  2. 1990年10月20日初版第1刷発行、ISBN 4-09-133862-3
- （文庫版）『坂道のぼれ!』、双葉社 〈双葉文庫名作シリーズ〉、全3巻、文庫判
  1. 1998年8月25日第1刷発行、ISBN 4-575-72122-0
  2. 1998年8月25日第1刷発行、ISBN 4-575-72123-9
  3. 1998年8月25日第1刷発行、ISBN 4-575-72124-7
- （オンデマンド版）『坂道のぼれ!』、小学館 〈COMIC On・DEMANDS〉、全4巻、B6判
  1. （2008年1月発売）、ISBN 978-4-09-005447-1
  2. （2008年1月発売）、ISBN 978-4-09-005448-8
  3. （2008年1月発売）、ISBN 978-4-09-005449-5
  4. （2008年1月発売）、ISBN 978-4-09-005450-1
- 『水平線をめざせ!』、小学館 〈フラワーコミックス〉、全4巻、新書判
  1. 1979年12月20日初版第1刷発行、ISBN 4-09-130521-0
  2. 1980年8月20日初版第1刷発行、ISBN 4-09-130522-9
  3. 1981年5月20日初版第1刷発行、ISBN 4-09-130523-7
  4. 1981年8月20日初版第1刷発行、ISBN 4-09-130524-5
- （オンデマンド版）『水平線をめざせ!』、小学館 〈COMIC On・DEMANDS〉、全4巻、B6判
  1. （2008年1月発売）、ISBN 978-4-09-005451-8
  2. （2008年1月発売）、ISBN 978-4-09-005452-5
  3. （2008年1月発売）、ISBN 978-4-09-005453-2
  4. （2008年1月発売）、ISBN 978-4-09-005454-9
- 『道子』、白泉社 〈花とゆめコミックス〉 1980年2月20日初版発行、ISBN 4-592-11641-0、新書判
- 『夏の空色』、小学館 〈フラワーコミックス〉 1980年9月20日初版第1刷発行、ISBN 4-09-130691-8、新書判
- （オンデマンド版）『夏の空色』、小学館 〈COMIC On・DEMANDS〉 （2008年1月発売）、ISBN 978-4-09-005455-6、B6判
- 『迷子の領分』、小学館 〈フラワーコミックス〉、全3巻、新書判
  1. 1982年1月20日初版第1刷発行、ISBN 4-09-130692-6
  2. 1982年8月20日初版第1刷発行、ISBN 4-09-130693-4
  3. 1983年6月20日初版第1刷発行、ISBN 4-09-130694-2
- （オンデマンド版）『迷子の領分』、小学館 〈COMIC On・DEMANDS〉、全3巻、B6判
  1. （2008年1月発売）、ISBN 978-4-09-005456-3
  2. （2008年1月発売）、ISBN 978-4-09-005457-0
  3. （2008年1月発売）、ISBN 978-4-09-005458-7
- 『風いろ日記』、小学館 〈フラワーコミックス〉、全2巻、新書判
  1. 1984年9月20日初版第1刷発行、ISBN 4-09-131641-7
  2. 1984年12月20日初版第1刷発行、ISBN 4-09-131642-5
- （文庫版）『風いろ日記』、双葉社 〈双葉文庫名作シリーズ〉 2000年7月15日第1刷発行、ISBN 4-575-72243-X、文庫判
- （オンデマンド版）『風いろ日記』、小学館 〈COMIC On・DEMANDS〉、全2巻、B6判
  1. （2008年1月発売）、ISBN 978-4-09-005459-4
  2. （2008年1月発売）、ISBN 978-4-09-005460-0
- 『ラブ・レター 高橋亮子傑作集 1』、小学館 〈プチコミフラワーコミックス〉 1989年2月20日初版第1刷発行、ISBN 4-09-133111-4、新書判
- （オンデマンド版）『ラブ・レター 高橋亮子傑作集 1』、小学館 〈COMIC On・DEMANDS〉 （2008年1月発売）、ISBN 978-4-09-005461-7、B6判
- 『高橋亮子 自選傑作集』、双葉社 〈日本漫画家大全〉 1998年7月25日第1刷発行、ISBN 4-575-28865-9、A5判

#### 漫画アンソロジー
- 『猫っこ倶楽部 7』、スコラ 〈スコラレディースコミックス 動物シリーズ〉 1998年3月16日第1刷発行（1998年3月発売）、ISBN 4-7962-8860-0、A5判 - 「ネコあらし」
- （あおば出版版）『猫っこ倶楽部 7』、あおば出版 〈あおばコミックス〉 （1999年9月発売）、ISBN 4-87317-036-2、A5判 - 「ネコあらし」
- 『マイ・ダイヤモンド ロマンチックLOVE編』、講談社 〈講談社漫画文庫〉 2004年4月9日第1刷発行（2004年4月9日発売）、ISBN 4-06-360746-1、文庫判 - 作品を振り返る「メッセージ」1P書き下ろし